# Free the Universe
| Recensione | Giudizio |
| ---------- | -------- |
| AllMusic   |          |

Free the Universe è il secondo album discografico in studio del progetto musicale Major Lazer guidato dal produttore Diplo. Il disco è stato pubblicato nel 2013.

## Tracce
1. You're No Good (feat. Santigold, Vybz Kartel, Danielle Haim & Yasmin) – 4:04
2. Jet Blue Jet (feat. Leftside, GTA, Razz and Biggy) – 3:19
3. Get Free (feat. Amber Coffman dei Dirty Projectors) – 4:51
4. Jah No Partial (feat. Flux Pavilion) – 4:13
5. Wind Up (feat. Elephant Man, Opal, and Chippy Nonstop) – 4:27
6. Scare Me (feat. Peaches & Timberlee) – 3:00
7. Jessica (feat. Ezra Koenig dei Vampire Weekend) – 4:13
8. Watch Out for This (Bumaye) (feat. Busy Signal, The Flexican & FS Green) – 4:29
9. Keep Cool (feat. Shaggy & Wynter Gordon) – 4:22
10. Sweat (feat. Laidback Luke & Ms. Dynamite) – 4:29
11. Reach for the Stars (feat. Wyclef Jean) – 4:06
12. Bubble Butt (feat. Bruno Mars, Tyga & Mystic) – 3:47
13. Mashup the Dance (feat. The Partysquad & Ward 21) – 3:49
14. Playground (feat. Bugle and Arama) – 3:56

## Classifiche
| Classifiche(2013-2014)              | Posizione raggiunta |
| ----------------------------------- | ------------------- |
| ARIA Charts (Australia)             | 5                   |
| MegaCharts (Paesi Bassi)            | 17                  |
| SNEP (Francia)                      | 34                  |
| Official Albums Chart (Regno Unito) | 34                  |
| Billboard 200 (Stati Uniti)         | 34                  |